# Trazione anteriore
L'espressione trazione anteriore indica un tipo di trasmissione della forza motrice di un veicolo dal motore alle ruote.

## Automobili
Le automobili a trazione anteriore sono quelle che utilizzano le ruote anteriori per trasmettere il moto, le quali si possono dividere anche a seconda della disposizione del motore rispetto alle ruote motrici, infatti possono essere con motore frontale (che è disposto per la maggior parte anteriormente all'asse delle ruote) o arretrato (esso è disposto per la maggior parte dentro l'interasse del veicolo).
Questo è il sistema adottato inizialmente dal marchio francese Citroën, la cui prima auto a trazione anteriore fu la famosa Traction avant degli anni trenta, sistema oggi adottato dalla gran parte dei costruttori. 

### Vantaggi

Trazione anteriore
A: Motore
B: Trazione

L'automobile a trazione anteriore ha la peculiarità di essere più leggera rispetto a quella a trazione posteriore o integrale poiché non necessita di alberi di trasmissione per trasmettere il moto alle ruote posteriori, garantendo così per i costruttori un notevole risparmio in termini di peso e costi di produzione. 
La trazione anteriore, rispetto a quella posteriore, in caso di emergenza (sottosterzo dell'autoveicolo) permette, in situazioni non troppo estreme, una facile ripresa del controllo anche da guidatori meno esperti; c'è da dire però che in condizioni di scarsa aderenza il sottosterzo può provocare un pattinamento delle ruote anteriori con conseguente perdita parziale o totale del potere sterzante. In questi casi si ha l'impressione che lo sterzo sia rotto. 
La trazione posteriore, invece, ha dalla sua parte una risposta corretta dal punto di vista dinamico nel comportamento. Nel caso di perdita di aderenza delle ruote posteriori è necessario alleggerire la sterzata con la manovra del controsterzo. A dispetto del nome questa manovra è assolutamente istintiva, più difficile invece è riallineare le ruote anteriori alla fine della suddetta manovra, ciò in quanto quelle posteriori riprendono la loro aderenza in maniera repentina. Questo tipo di dinamica può verificarsi anche in una trazione anteriore con un telaio non adeguato (è sempre di primaria importanza la bontà del telaio, sospensioni etc. rispetto al tipo di trazione dell'automobile).

### Svantaggi

Trazione anteriore con motore arretrato
A: Motore
B: Trazione

Le trazioni anteriori, soprattutto se molto potenti, possono avere dei problemi di perdita di trazione, dovuti al fatto che in fase di accelerazione si ha un trasferimento di carico sull'asse posteriore, diminuendo l'aderenza sull'asse anteriore, che può portare allo slittamento degli pneumatici anteriori. Per questo e altri motivi, per le automobili più potenti si preferisce adottare la trazione posteriore o integrale.
La presenza dei bracci di trasmissione sulle ruote che devono anche dirigere il veicolo a volte limita la ruotabilità delle stesse in senso trasversale aumentando di fatto il diametro di sterzata il quale, a parità di passo del veicolo, è usualmente maggiore rispetto alle trazioni posteriori.
Il lavoro particolarmente gravoso delle ruote anteriori comporta un consumo maggiore degli pneumatici dell'avantreno.

## Altri veicoli
In molti veicoli, rover, robot e dispositivi motorizzati, si possono ritrovare trazioni anteriori.
Le ruote anteriori possono essere direttive o fisse e sterzanti per effetto differenziale.
In caso di trazione anteriore le ruote posteriori possono essere fisse o rotative libere.